# Mariane Petersen
Mariane Petersen (* 2. August 1937 in Maniitsoq; † 29. Mai 2025) war eine grönländische Dichterin und Übersetzerin.

## Leben
Mariane Petersen war die Tochter des Bürogehilfen und Landesrats Ole Levi Albrekt Petersen (1894–1979) und dessen Frau Marie Karoline Jakobine Rosing (1898–1980). Damit war sie die Schwester des Højskolerektors Hans Christian Petersen (1925–2015), des Eskimologen Robert Petersen (1928–2021) und des Pastors und Landesrats Ricard Petersen (1931–2014).
Mariane Petersen war gelernte Übersetzerin. Sie war viele Jahre als Museumsinspektorin am Grönländischen Landesmuseum tätig und saß auch im Rat der Gemeinde Nuuk. 1988 veröffentlichte sie den Gedichtband Niviugaq aalakoortoq allallu („Die betrunkene Fliege und andere“). Für dieses Werk wurde sie 1993 für den Literaturpreis des Nordischen Rates nominiert. Sie hat zahlreiche Bücher aus dem Dänischen ins Grönländische übersetzt und darüber hinaus vier eigene Gedichtbände veröffentlicht.

## Werke (Auswahl)

### Eigene Veröffentlichungen
- 1988: Niviugaq aalakoortoq allallu („Die betrunkene Fliege und andere“)
- 1993: Inuiaat nunaallu („Die Gesellschaft und ihr Land“)
- 1997: Asuliivik asuli („Nur zum Spaß“)
- 2010: Piniartorsuit kinguaavi / Storfangernes efterkommere („Die Nachkommen der großen Jäger“)

### Übersetzungen
- 1977: Svend Otto S.: Tim og Trine, übersetzt zu Tim aamma Trine
- 1978: Dea Trier Mørch: Vinterbørn, übersetzt zu Íssip nalâne inúngortut
- 1980: Mogens Hoff: Børnene ved Krokodillesøen, übersetzt zu Meeqqat kuukkooriarsuit tasiata sinaamiut
- 1981: Barbro Sedwall: Fiskarbarn, übersetzt zu Aalisartukkut paniat
- 1981: Ole Hertz: Tobias pa sælfangst, übersetzt zu Tuppiarsi puisinniartoq
- 1981: Ole Hertz: Tobias fisker fra isen, übersetzt zu Tuppiarsi sikumi aalisartoq
- 1986: Aage Gilberg: Verdens nordligste læge, übersetzt zu Avanersuarmi nakorsaq
- 1988: Glen Rounds: Det blinde føl, übersetzt zu Hesti piaraq tappiitsoq
- 1989: Märta Tikkanen: Århundradets kärlekssaga, übersetzt zu Asanninneq naliitsoq
- 1989: Mette Newth: Bortførelsen, übersetzt zu Aallarussineq
- 1992: Ole Lund Kirkegaard: Mig og Bedstefar – og så Nisse Pok, übersetzt zu Uangalu aatagalu aammalu Nissi Pooq
- 1993: Kenneth Thomasma: Naya Nuki, übersetzt zu Naya Nuki – niviarsiaraq qimaasoq
- 1994: Torbjørn Borgen: Svampe i Grønland, übersetzt zu Pupiit Kalaallit Nunaanni
- 1996: Jørgen F. Nissen: Erfaring, styrke – og håb, übersetzt zu Misilittagaqarneq, sapiissuseqalerneq, aamma neriunneq
- 1996: Maaliaaraq Vebæk: Navaranaaq og andre, übersetzt zu Navaranaaq allallu
- 1997: Jørgen F. Nissen: Uliv, übersetzt zu Inuunipalaaq
- 2003: Ole Hertz: Tobias fisker ørred, übersetzt zu Tuppiarsi eqalunniartoq
- 2006: Hans Christian Gulløv: Grønlands forhistorie, übersetzt zu Kalaallit Nunaata itsarsuaq oqaluttuassartaa
- 2016: Gunvor Bjerre: Månemanden og andre fortællinger fra Grønland, übersetzt zu Qaammatip inua oqaluttuallu allat Kalaallit Nunaanneersut